# 10907 Savalle
10907 Savalle este un asteroid din centura principală de asteroizi.

## Descriere
10907 Savalle este un asteroid din centura principală de asteroizi. A fost descoperit pe 6 decembrie 1997 la Caussols, în cadrul proiectului ODAS. Asteroidul prezintă o orbită caracterizată de o semiaxă mare de 2,83 ua, o excentricitate de 0,09 și o înclinație de 2,1° în raport cu ecliptica.